# Басанов, Батор Манджиевич
Бато́р Манджи́евич Баса́нов (22 апреля [5 мая] 1911 года, селение Шин-Мер, Астраханская губерния, Российская империя (сегодня — Шин-Мер, Кетченеровский район, Республика Калмыкия), Россия — 10 августа 1982 года, Элиста, Калмыкия, РСФСР) — Герой Советского Союза, участник Великой Отечественной войны.

## Биография
Батор Манджиевич Басанов родился 5 мая 1911 года в бедной семье, по разным данным в селении Шин-Мер, Абганерово или Тебектенерово. С раннего возраста был вынужден работать. В 17 лет впервые пошёл в школу. По окончании школы работал почтальоном. В 1936 году окончил партийную школу в Астрахани. Перед войной работал председателем Тебектенеровского сельсовета Сталинградской области.
Летом 1941 года Батор Басанов ушёл на фронт. Воевал в составе 29-й гвардейской Ельнинской ордена Суворова II степени стрелковой дивизии. Был награждён медалью «За боевые заслуги». Во время первых сражений на полях Великой Отечественной войны был трижды ранен. После лечения в госпитале его направили в Кунгур на обучение в лыжной школе, по окончании которой служил в 7-й гвардейской стрелковой дивизии. В 1943 году сражался в окрестностях Старой Руссы.
После окончания войны Батор Басанов был отправлен в особую часть по борьбе с бандитизмом на Западной Украине. В 1947 году был направлен в Сибирь, фактически в ссылку, куда ранее была депортирована семья. Там служил в специальном подразделении по охране особо важных объектов предприятий промышленности и железных дорог- охранял ж/д мост через Обь у Барнаула.
После увольнения в запас Батор Басанов поселился в Элисте. Избирался депутатом Верховного Совета КАССР.
С 1965 по 1982 г. Батор Басанов работал директором кинотеатра «Родина» (в настоящее время — Культурный центр «Родина»). Его труд был отмечен почётным званием «Заслуженный работник культуры Калмыцкой АССР».
Умер Батор Манджиевич Басанов 10 августа 1982 года в Элисте.

## Подвиг
11 июля 1944 года в селе Духново в Псковской области подразделение старшего сержанта Батора Басанова вступило в сражение с противником, располагавшимся в штабе 42-го пехотного полка 19-й латышской дивизии СС. Отделение было окружено противником и продолжало сражение. Батор Басанов бросился к зданию немецкого штаба и забросал его гранатами. Ворвавшись в дом, он уничтожил трех латышских офицеров, захватил полковое знамя и документы противника. Отделение Басанова продолжало преследовать отступающую группу противника, но встретило сильный артиллерийский обстрел. Батор Басанов сумел пробраться со своими бойцами к артиллерийским огневым позициям противника и атаковать их. При этом был захвачена самоходная пушка, уничтожены расчеты 4 орудий. Продолжая преследовать врага, отделение Басанова натолкнулось на командный пункт, где находилось свыше 20 офицеров, с которыми завязался бой. 12 немецких офицеров были убиты, а остальные взяты в плен. В этом бою Басанов очередью из автомата был тяжело ранен, но он не прекращал вести огонь по врагу и командовать отделением. Несмотря на тяжёлые ранения ног от осколков разорвавшейся бомбы, Батор Басанов продолжал отстреливаться от наступавшего противника, пока не потерял сознание.
30 августа 1944 года Батор Басанов был представлен командиром полка к награде. Указом Президиума Верховного Совета СССР от 21 марта 1945 года Батору Манджиевичу Басанову было присвоено звание Героя Советского Союза. Высшую награду Батор Басанов получил 21 мая 1946 года в Кремле.

## Память
- Указом президента Калмыкии Кирсана Илюмжинова от 30 сентября 1997 года имя Батора Басанова было присвоено Шин-Мерской средней школе Кетченеровского района.
- В 2001 году на здании Культурного центра «Родина» в Элисте был установлен барельеф с изображением Батора Манджиевича Басанова.
- 7 мая 2011 года в посёлке Шин-Мер Кетченеровского района Калмыкии во время празднования 100-летия Батора Басанова на территории местной школы был открыт бюст героя.
- В Элисте находится мемориальный комплекс Аллея Героев, на котором располагается барельеф Батора Манджиевича Басанова.

## Источник
- Календарь знаменательных и памятных дат на 2016 год/ 2016 Җилин ончта өдрмүдин лит, М-во культуры и туризма РК, Национальная библиотека им. А. М. Амур-Санана; сост. В. В. Сангаджиева; ред. О. Е. Аргунова; отв. за изд. Н. Б. Уластаева. — Элиста, 2015, стр. 13
- Б. М. Басанов: фото // Наши земляки — Герои Советского Союза: компл. из 21 фоторепродукций / фото С. М. Чупахина, Элиста, 1975.
- Баатр Манджиевич Басанов/Краткая биография и о его подвиге// Наши земляки — Герои Советского Союза, Элиста, 1967., стр. 1—3.
- Баатр Манджиевич Басанов //Наши земляки — Герои Советского Союза: Комплект из 14 буклетов, Элиста, 1965., 1 буклет.
- Гвардии старшина Баатр Манджиевич Басанов (5.05.1911-08.1982), род. в х. Шин Мер Малодербетов. улуса Астрахан. губ., Герой Советского Союза //Республика Калмыкия. Герои Советского Союза. Герои Российской Федерации: фотобуклет, 3-е изд., Элиста, 2005.
- Илишкин Н. У. Сталь и нежность// Илишкин Н. У., Оглаев Ю. О. Родина помнит: сборник очерков / Н. У. Илишкин, Ю. О. Оглаев., Элиста, 1988., стр 13—23.
- Курдов В. Всем смертям назло// Звезды над степью: Очерки о Героях Советского Союза/ сост. Н. У. Илишкин., Элиста, 1975., стр. 11—22.
- Трембач И. Бесстрашный Баатр: Баатр Манджиевич Басанов // Наши земляки — Герои Советского Союза., Элиста, 1960., стр. 106—113.
- О присвоении имени Героя Советского Союза Басанова Б. М. Шин-Мерской средней школе Кетченеровского района: указ Президента Республики Калмыкии от 30 сен. 1997 г., Известия Калмыкии. № 165, 3 октября 1997 г.
- Известия Калмыкии, 23 апреля 2011 года
- Кукарека Г. Г. Всегда будем гордиться славой своих предков // Элистинская панорама : газета. — 2010. — 5 мая, N 91/92. — С. 5
- Бондаренко А. С., Бородин А. М. и др. Баатр Манджиевич Басанов // Герои-Волгоградцы / Вст. А. С. Чуянов. — Волгоград: Нижне-Волжское книжное издательство, 1967. — С. 52. — 471 с. — 25 000 экз.